# 대호중학교
대호중학교(大虎中學校)는 대한민국 경기도 오산시 궐동에 있는 공립 중학교이다.

## 학교 연혁
- 2004년 9월 1일 : 대호중학교 개교(2학급), 초대 박흥순 교장 취임
- 2005년 3월 2일 : 제1회 입학식(204명)
- 2006년 2월 13일 : 제1회 졸업식(16명)
- 2014년 3월 1일 : 자유학기제 희망학교(1학년 2학기 운영)
- 2015년 3월 1일 : 교육부지정 뮤지컬 시범학교
- 2015년 3월 1일 : 경기도교육청 지정 혁신공감학교
- 2021년 9월 1일 : 제6대 최항규 교장 취임
- 2024년 1월 5일 : 제19회 졸업식(5학급 152명)
- 2024년 3월 4일 : 제20회 입학식(7학급 193명)
- 2024년 9월 1일 : 제7대 박효근 교장 취임

## 참고 자료
- 대호중학교 - 한국교육학술정보원 학교알리미